# СН-46
Сталевий нагрудник СН-46 — індивідуальний захисний засіб типу кіраси.
У 1946 р. Радянська Армія отримала модернізований сталевий нагрудник СН-46. Його захисні властивості покращилися в порівнянні з моделлю СН-42 за рахунок нарощування товщини броні до 5 мм і маси до 5 кг. Новий нагрудник захищав тіло солдат від проникнення 9-міліметрових куль німецького МР 38-40 і 7,62-міліметрових куль ППШ на відстані до 25 м. Для підвищеної гнучкості СН-46 складався з трьох частин.